# Білл Кітчен (хокеїст)
Білл Кітчен (англ. Bill Kitchen, 2 жовтня 1960, Шомберг — 30 липня 2012, Оттава) — канадський хокеїст, що грав на позиції захисника.

## Ігрова кар'єра
Професійну хокейну кар'єру розпочав 1980 року.
Протягом професійної клубної ігрової кар'єри, що тривала 7 років, захищав кольори команд «Монреаль Канадієнс» та «Торонто Мейпл-Ліфс».

## Статистика
Регулярний сезон
| Сезони  | Клуб         | І  | Г | П | О | ШХ | +/- |
| ------- | ------------ | -- | - | - | - | -- | --- |
| 1981–82 | «Канадієнс»  | 1  | 0 | 0 | 0 | 7  | 0   |
| 1982–83 | «Канадієнс»  | 8  | 0 | 0 | 0 | 4  | -2  |
| 1983–84 | «Канадієнс»  | 3  | 0 | 0 | 0 | 2  | 0   |
| 1984–85 | «Мейпл-Ліфс» | 29 | 1 | 4 | 5 | 27 | -6  |
| Разом   |              | 41 | 1 | 4 | 5 | 40 | -8  |

Плей-оф
| Сезони  | Клуб        | І | Г | П | О | ШХ |
| ------- | ----------- | - | - | - | - | -- |
| 1981–82 | «Канадієнс» | 3 | 0 | 1 | 1 | 1  |
| Разом   |             | 3 | 0 | 1 | 1 | 1  |